# Masque Sirigé

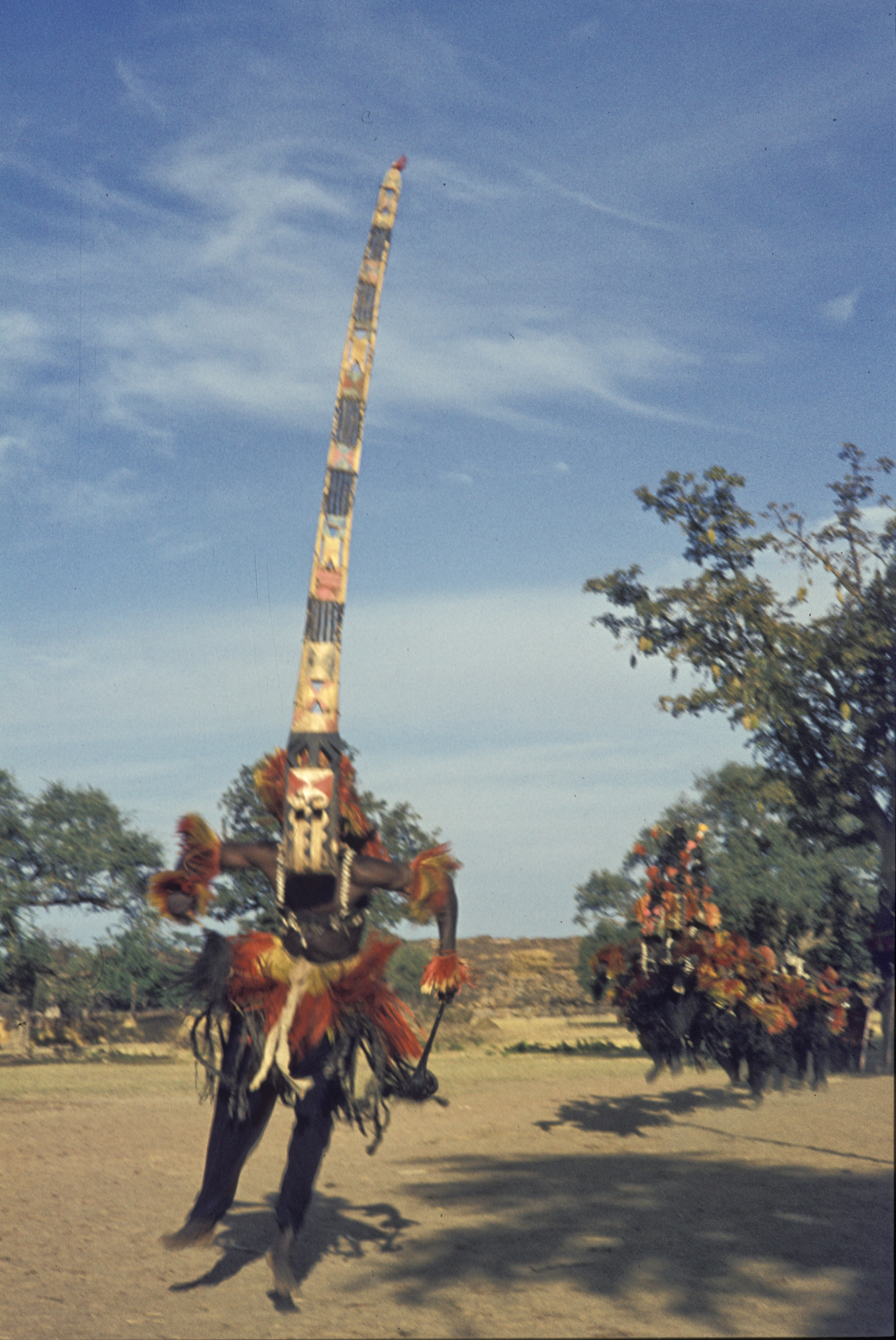

Le masque Sirigé, ou masque à étage ou encore appelé masque maison à étages, est un masque facial du peuple dogon (Mali), utilisé traditionnellement par les membres de la société Awa, en particulier lors des cérémonies du culte des morts du dama (cérémonies du levée de deuil). C'est le masque le plus long utilisé lors des cérémonies, pouvant atteindre plusieurs mètres de haut.

## Symbolique
Le masque Sirigé ressemble à une échelle dont les barreaux sont autant d'étapes de la connaissance acquise au cours de l’initiation marquant le passage de l’enfance à l’âge adulte.

## Utilisation
Les hommes initiés de la société Awa portent ces masques au cours de cérémonies funéraires. Le danseur fixe la partie basse du masque sur son visage et doit toucher le sol avec la pointe du masque. le masque prend vie grâce aux motifs symboliques, au costume, à la danse et à la musique.

## Photographies

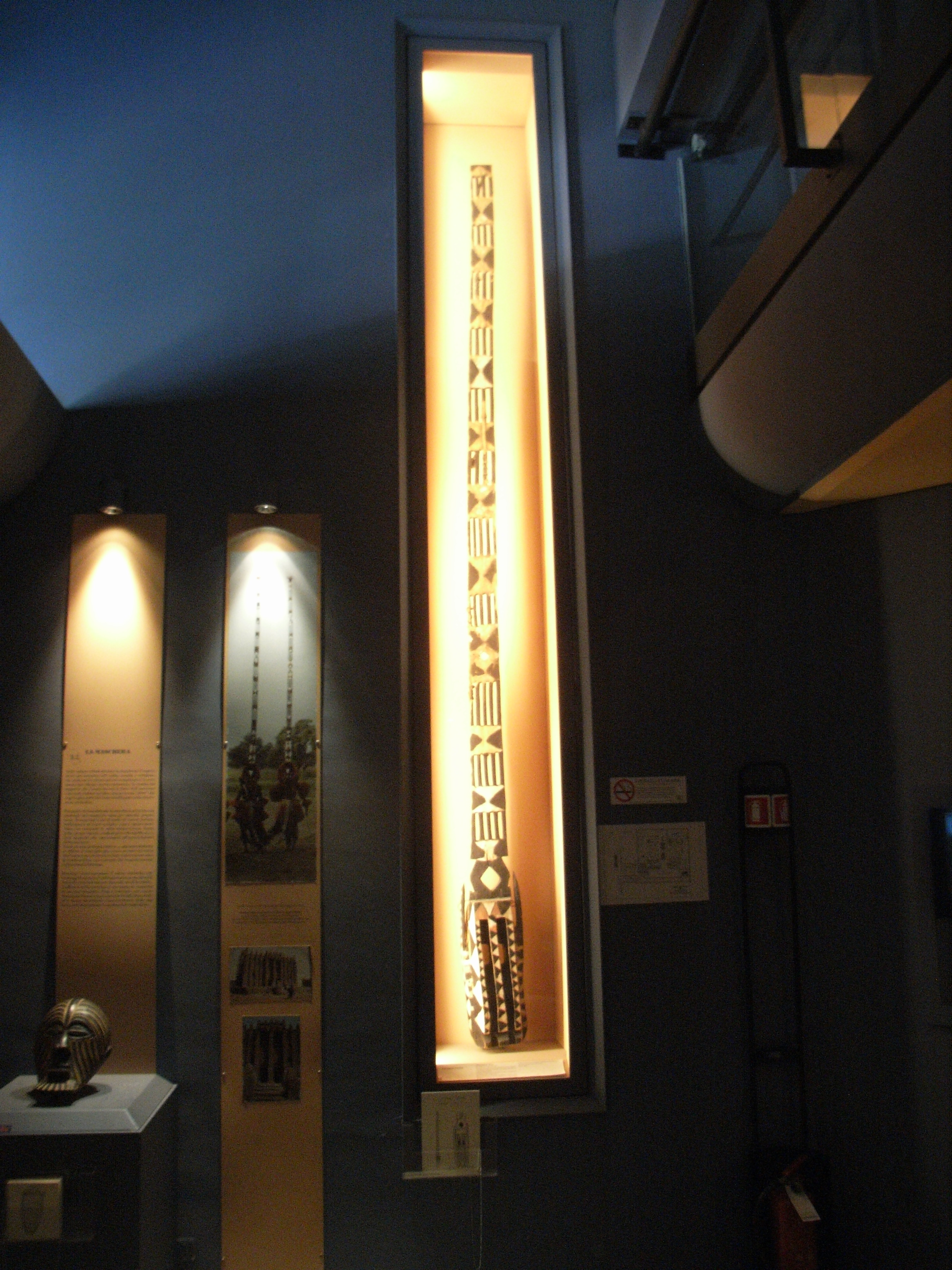
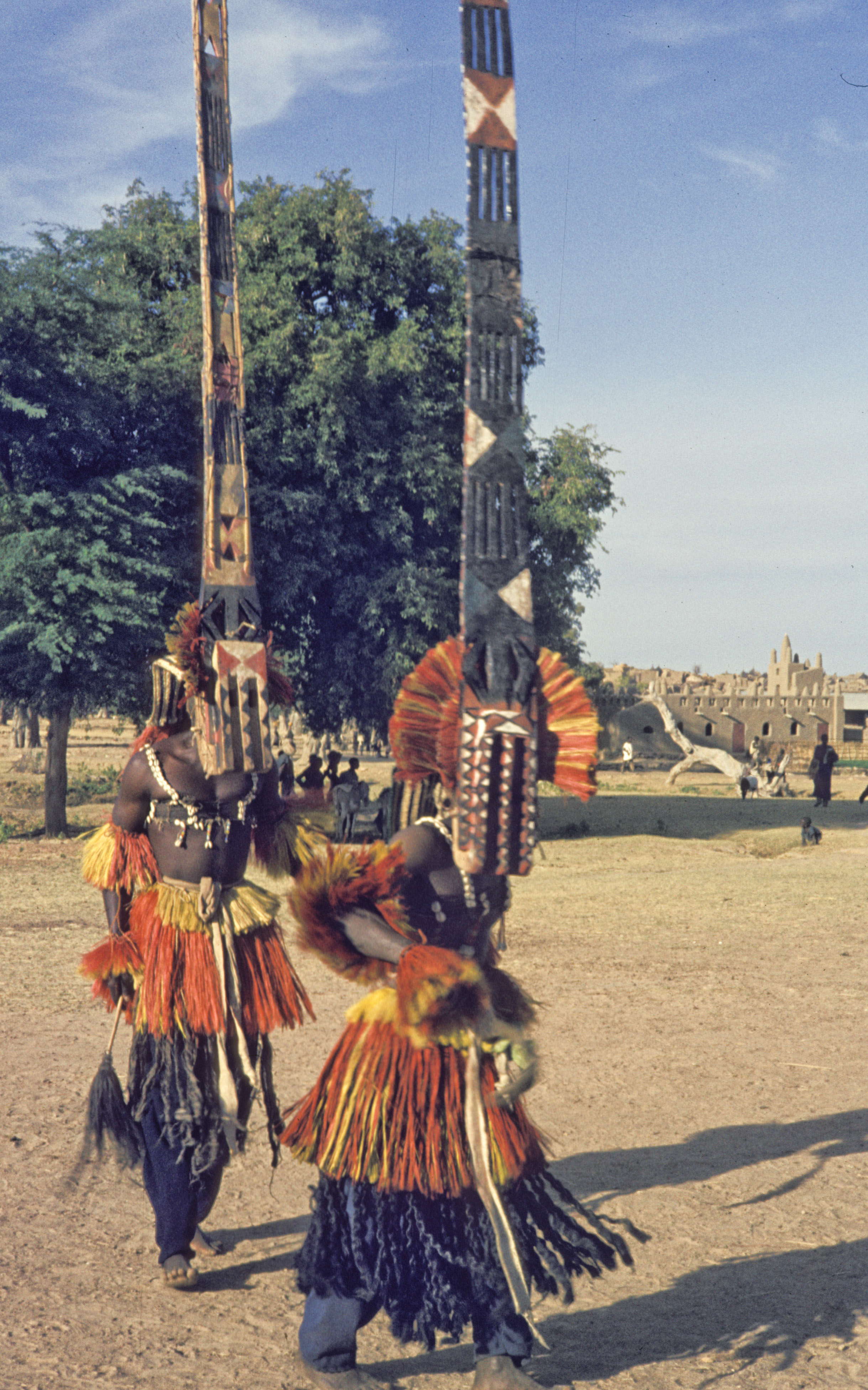
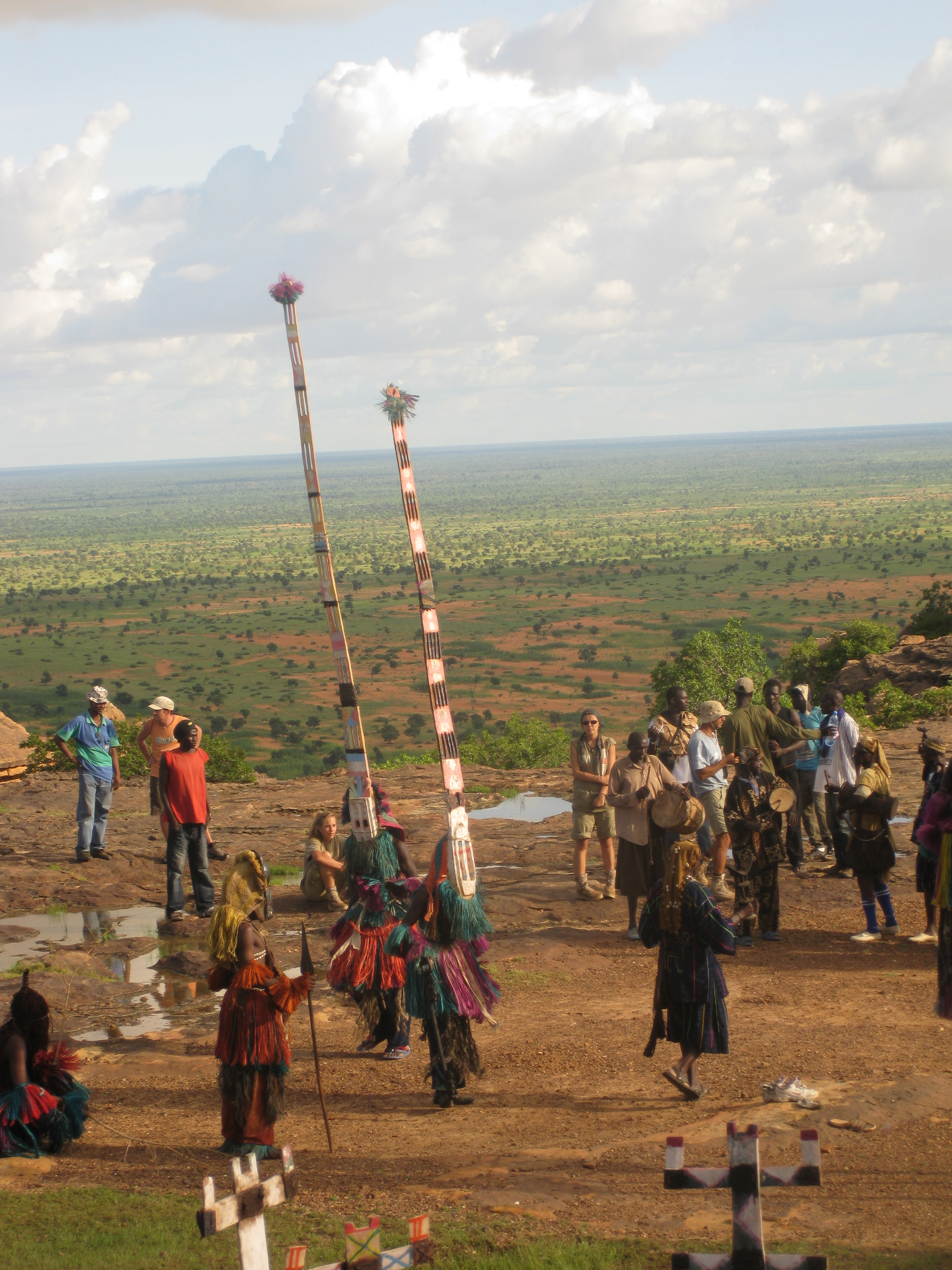